# Liste d'additifs dans les cigarettes
Cet article présente la liste de 599 additifs aux cigarettes, adressée au Department of Health and Human Services des États-Unis, en avril 1994, par cinq grands groupes du secteur du tabac : American Tobacco Company, Brown and Williamson, Liggett Group, Inc., Philip Morris Inc. et RJ Reynolds Tobacco Company.
Bien que ces composés chimiques aient été autorisés en tant qu'additifs alimentaires, ils n'ont pas toujours subi de tests quant à l'impact sur la santé de leur absorption après combustion. En effet, la nature des composés chimiques se modifie lorsqu'ils sont soumis à une combustion ; ainsi, la combustion d'une cigarette donne naissance à plus de 4 000 autres composés chimiques.
- Haut – A
- B
- C
- D
- E
- F
- G
- H
- I
- J
- K
- L
- M
- N
- O
- P
- Q
- R
- S
- T
- U
- V
- W
- X
- Y
- Z

## A
| - Extrait et jus concentré d'abricot - Acétanisole - Acétate d'anisyle - Acétate de butyle - Acétate de bornyle - Acétate de cinnamyle - Acétate d'éthyle - Acétate de géranyle - Acétate d'heptyle - Acétate de cis-hex-3-ènyle - Acétate d'hexyle - Acétate d'isoamyle - Acétate d'isobornyle - Acétate d'isobutyle - Acétate de linalyle - Acétate de menthyle - Acétate d'alpha-méthylbenzyle - Acétate de propyle - Acétate de 3-phénylpropyle - Acétate de sodium - Acétate de terpinyle - Acétate de para-tolyle - Acéto-acétate d'éthyle - Acétoïne (3-hydroxybutanone) - Acétophénone - 6-acétoxydihydrothéaspirane - 2-acétyl-3-éthylpyrazine - 2-acétyl-5-méthylfurane - Acétylpyrazine - 2-acétylpyridine - 3-acétylpyridine - 2-acétylthiazole - Acide acétique - Acide aconitique - Acide ascorbique - Acide aspartique | - Acide benzoïque - Acide butanoïque - Acide cinnamique - Acide citrique - Acide décanoïque - Acide 3,7-diméthyl-6-octénoïque - Acide heptanoïque - Acide hexanoïque - Acide 3-hexénoïque - Acide trans-2-hexénoïque - Acide 5-hydroxy-2,4-décadiénoïque delta-lactone - Acide 4-hydroxy -3-penténoïque Lactone - Acide 4-hydroxybutanoïque lactone - Acide isobutyrique - Acide isovalérique - Acide lactique - Acide dodécanoïque - Acide lévulinique - Acide malique - Acide 2-méthylbutyrique - Acide 2-méthylheptanoïque - Acide 2-méthylhexanoïque - Acide 3-méthylpentanoïque - Acide 4-méthylpentanoïque - Acide 2-méthylvalérique - Acide tétradécanoïque - Acide nonanoïque - Acide octanoïque - Acide oléique - Acide 9,12-octadécadiénoïque (48 %) - Acide 9,12,15-octadécatriénoïque (52 %) - Acide palmitique - Acide 4-penténoïque - Acide phénylacétique - Acide 3-phénylpropionique - Acide phosphorique | - Acide propanoïque - Acide pyroligneux et extraits - Pyruvate - Acide tannique - Acide tartrique - Acide valérique - Huile d'ageratina - Alanine - Alcool d'anisyle - Alcool de benzyle - Alcool de cinnamyle - Alcool d'éthyle - Alcool d'hexyle - Alcool d'isobutyle - Alcool d'alpha-isobutylphénéthyle - Alcool d'alpha-méthylbenzyle - Alcool de phénéthyle - Alcool de para,alpha,alpha-triméthylbenzyle - Aldéhyde laurique - Huile d'amande - Ambre gris - Ammoniaque - Amidon modifié - Alpha-amylcinnamaldéhyde - Huile d'amyris - Concentré d'ananas - Huile et extraits de graine d'aneth - trans-anéthol - Extraits de racine, huile et huile de graines d'angelica - Anis - Extraits et huiles d'anis étoilé - Anisate de méthyle - Anthranilate de méthyle - L-arginine - Extraits liquides et huiles d'Aaafetida |

## B
| - Baume du Pérou - Gomme et extraits de baume de Tolu - Jus de betterave concentré - Huile de basilic - Benzaldéhyde - Benzaldéhyde glycéryl acétal - Résine de benzoïne - Benzophénone - Benzoate de benzyle - Benzoate d'éthyle - Benzoate d'isoamyle - Benzoate de méthyle | - Benzoate de sodium - Huile de bergamote - Beurre, esters de beurre, et huile de beurre - Bicarbonate d'ammonium - Bicarbonate de sodium - Bisabolène - Extraits et farine de blé - Huile de bois de rose péruvien - Bornéol - Huile de feuille de buchu - 1,3-butanediol - 2,3-butanedione | - 1-butanol - 2-butanone - 4(2-buténylidène)-3,5,5-triméthyl-2-cyclohexène-1-one - 3-butylidènephtalide - Butanoate de pentyle - Butanoate de benzyle - Butanoate de butyle - Butanoate de citronellyle - Butanoate d'éthyle - Butanoate de géranyle - Butanoate d'isoamyle - Butanoate de phénéthyle |

## C
| - Cacao - Extraits, distillat et poudre de cabosses de cacao - Cadinènes - Café - Caféine - Camphène - Extrait et huile de fleur de camomille - Huile de Ylang-Ylang - Huile de feuille, huile d'écorce, extrait de cannelle - Oléorésine de Capsicum - Colorant caramel - Carbonate de calcium - Carbonate de magnésium - Carbonate de sodium - Oléorésine, extraits, huile de graines et poudre de cardamone - Extraits de caroubier - bêta-carotène - Huile de Carotte - Carvacrol - 4-carvomenthénol - L-Carvone | - bêta-caryophyllène - Huile de cascarille et extraits d'écorces - Huile d'écorces de Cassia - Essence absolue de Cassia - Extraits, teintures et essence absolue de castoréum - Huile de feuilles de Cèdre - Huiles terpéniques du Cèdre - Cédrol - Extraits, huiles, oléorésine de graine de céleri - Fibres de cellulose - Extraits d'écorce de cerise sauvage - Extraits de chicorée - Chocolat - Morceau, extraits et huile de chêne - Chlorure de sodium - Essence absolue de ciboulette - Cinnamaldéhyde - Cinnamate de benzyle - Cinnamate de cinnamyle - Cinnamate d'éthyle - Cinnamate d'isoamyle | - Cinnamate d'isobutyle - Cinnamate de méthyle - Cinnamate de phénéthyle - Cinnamate de 3-phénylpropyle - Cire blanche - Citral - Citrate de sodium - Extrait et huile de citron - Huile de Citron vert - Huile de citronnelle - L-Citronellol - Huiles de Cognac blanc et de Cognac vert - Huile de Copaiba - Extraits et huile de coriandre - Bourgeons de corinthe noire - Huile de racine de Costus - Huile de Cubèbe - Huile de cumin - Cuminaldéhyde - para-cymène - L-cystéine |

## D
| - Huile de Davana - 2-trans,4-trans-décadiénal - delta-décalactone - gamma-décalactone - décanal - décanoate d'éthyle - 1-décanol - 2-décenal - n-décylénate de butyle - Dehydromenthofurolactone - Malonate de diéthyle - Sébaçate de diéthyle | - 2,3-diéthylpyrazine - Dihydroanéthole - Dihydrojasmonate de méthyle - Dioxyde de carbone - 5,7-dihydro-2-méthylthieno(3,4-d) pyrimidine - métadiméthoxybenzène - paradiméthoxybenzène - 2,6-Diméthoxyphénol - succinate de diméthyle - 3,4-Diméthyl-1,2-cyclopentanedione - 3,5-Diméthyl-1,2-cyclopentanedione - 3,7-Diméthyl-1,3,6-octatriène | - 4,5-Diméthyl-3-hydroxy-2,5-dihydrofuran-2-one - 6,10-Diméthyl-5,9-undécadién-2-one - 2,4-Diméthylacétophénone - alpha,para-diméthylhydroxybenzyle - alpha,alpha-diméthylphénéthyl acétate - alpha,alpha-diméthylphénéthyl butyrate - 2,3-Diméthylpyrazine - 2,5-Diméthylpyrazine - 2,6-Diméthylpyrazine - Diméthyltétrahydrobenzofuranone - delta-dodécalactone - gamma-dodécalactone |

## E
| - Eau - Extrait solide d'érable de montagne - para-éthoxybenzaldéhyde - 2-éthyl-(3,5 ou 6)-méthoxypyrazine - 2-méthyl-(3,5 ou 6)-méthoxypyrazine - 2-éthyl-1-hexanol, 3-éthyl-2-hydroxy-2-cyclopentén-1-one - 2-éthyl-3,(5 ou 6)-diméthylpyrazine | - 5-éthyl-3-hydroxy-4-méhyl-2(5H)-furanone - 2-éthyl-3-méthylpyrazine - 4-éthylbenzaldéhyde - 4-éthylgaïacol - para-éthylphénol - 3-éthylpyridine - Eucalyptol |

## F
| - Farnésol - D-fenchone - Fenchol d'éthyle - Huile adoucie de Fenouil - Extrait, résine et essence absolue de Fenugrec - Jus concentré de Ficus - Formiate d'amyle - Formate d'anisyle | - Formate de géranyle - Formiate de cis-3-hexényle - Formate d'isoamyle - arôme de fumée - Furoate d'éthyle - 2-furoate de méthyle - Furfuryl mercaptan - 4-(2-furyl)-3-butène-2-one |

## G
| - Huile de Galbanum - Essence absolue de « Genêt »[réf. nécessaire] - Extraits de racine de gentiane - Géraniol - Huile de géranium rose - Huile et oléorésine de gingembre - Acide L-glutamique | - L-glutamine - Glycérol - Glycyrrhizine ammoniaquée - Jus concentré de raisin - Huile de bois de guaïac - Guaiacol - Gomme de guar |

## H
| - 2,4-heptadiénal - gamma-heptalactone - Heptanoate d'éthyle - 2-heptanone - 3-heptén-2-one - 2-heptén-4-one - 4-hepténal - trans-2-hepténal - omega-6-hexadécènelactone - gamma-hexalactone | - Hexanal - Hexanoate d'allyle - Hexanoate d'éthyle - Hexanoate d'isoamyle - 2-hexène-1-ol - 3-hexène-1-ol - 2-hexénal - L-histidine - Huile de houblon - Protéines de plantes hydrolysées | - 4-hydroxybenzoate de propyle - 4-hydroxy-2,5-diméthyl-3(2H)-furanone - 2-hydroxy-3,5,5-triméthyl-2-cyclohexène-1-one - 2-hydroxy-4-méthylbenzaldéhyde - Hydroxy-citronellal - Hydroxyde de sodium - 6-hydroxydihydrothéaspirane - 4-(para-hydroxyphényle)-2-butanone - Huile d'Hysope |

## I
| - Extrait et essence absolue d'immortelle - alpha-ionone - bêta-ionone - allylionone - alpha-irone - 2-isobutyl-3-méthoxypyrazine - Isobutyraldéhyde - Isobutyrate de citronellyle - Isobutyrate de para-tolyle - Isobutyrate d'octyle | - Isobutyrate de phénéthyle - D,L-isoleucine - alpha-isométhylionone - 2-isopropylphénol - Isovalérate d'isoamyle - Isovalérate de butyle - Isovalérate de cinnamyle - Isovalérate de géranyle - Isovalérate de méthyle - Isovalérate de phénéthyle |

## J
- Huile, essence absolue et essence concrète de Jasmin

## K
- Cétone de méthyle 2-pyrrolyle (2-acétyl-1-pyrroline ?)
- Cétone de méthyle et de naphtyle
- Extraits de noix de Kola

## L
| - Oléorésine et essence absolue de Labdanum - Lactate de butyle et de butyryle - Lactate d'éthyle - Lait solide hydrolysé - Laurate d'éthyle - Huile de feuille de laurier - Huile de lavandin - Huile de lavande - L-leucine | - Levure - Levulinate d'éthyle - Linalool - Linoléate de méthyle (48 %) - Linolénate de méthyle (52 %) Mélange - Extraits et huile de Lovèche - Extrait de luzerne - L-lysine |

## M
| - 1-(para-méthoxyphényle)-1-pentén-3-one - 1-(para-méthoxyphényle)-2-butanone - 1-(para-méthoxyphényle)-2-propanone - 1-méthyl-3-méthoxy-4-isopropylbenzène - 2-furoate de méthyle - 2-méthoxy-4-méthylphénol - 2-méthoxy-4-vinylphénol - 2-méthyl-3-(para-isopropylphényle)-propionaldéhyde - 2-méthyl-4-phénylbutyraldéhyde - 2-méthylbutyraldéhyde - 2-méthylpyrazine - 2-méthyltétrahydrofuran-3-one - 3-méthyl-1-cyclopentadécanone - 3-méthylbutyraldéhyde - 3-méthylthiopropionaldéhyde - 3-méthylthiopropionate de méthyle - 4-méthyl-1-phényl-2-pentanone - 4-méthyl-3-pentén-2-one | - 4-méthyl-5-thiazoléthanol - 4-méthyl-5-vinylthiazole - 4-méthylacétophénone - 5-méthyl-2-phényl-2-hexénal - 5-méthyl-2-thiophènecarboxaldéhyde - 5-méthyl-3-hexén-2-one - 5-méthylquinoxaline - 6-méthyl-3,5-heptadién-2-one - 6-méthyl-5-heptén-2-one - Malt et extrait de malt - Maltodextrine - Maltol - Huile de mandarine - Essence absolue, feuille et huile de maté - Mélange de linoléate de méthyle (48 %) et de linolénate de méthyle (52 %) - Mélange d'isomère de (méthylthio)-méthylpyrazine - Extrait et teinture de mélasse - Menthol | - Menthone - DL-méthionine - Méthoprène - Méthoxypyrazine - Méthyl 2-pyrrolylcétone (2-acétyl-1-pyrroline ?) - Méthylcyclopenténolone - Méthylnaphtylcétone - Méthyl-α-ionone - Essence absolue et extrait de mimosa - Poudre, extrait et huile de muscade - Myristaldéhyde - Huile de Myrrhe - paramentha-8-thiol-3-one - paraméthoxybenzaldéhyde - paraméthylanisole - a-méthylbenzyle alcool - a-méthylcinnamaldéhyde |

## N
| - bêta-napthyl éthyl éther - Nérol - Huile de néroli bigarade - Nérolidol - Nicotinate de méthyle - Extraits de coques de noix - Nona-2-trans,6-cis-diénal - 2,6-nonadién-1-ol | - gamma-nonalactone - Nonanal - Nonanoate d'éthyle - Nonanone - trans-2-nonén-1-ol - 2-nonénal - Acétate de nonyle - Huile de noix de coco |

## O
| - Octaacétate de saccharose - Octadécanoate d'éthyle - delta-octalactone - gamma-octalactone - Octanal - Octanoate d'amyle - 1-octanol - 2-octanone | - Octanoate d'isoamyle - 3-octén-2-one - Oct-1-én-3-ol - 1-octén-3-yl acétate - 2-octénal - 2-octynoate de méthyle - Oléate d'éthyle - Huile d'Oliban | - Oléorésine - Huile et gomme de Myrrhe douce (Opoponax) - Eau de fleur, essence absolue, et essence absolue de feuille d'orange - Huile et extraits d'orange - Huile d'origan - Essence concrète et extraits de racine d'Orris - Oxyde de bêta-caryophyllène - Oxyde de linalol |

## P
| - Huile de Palmarosa - Palmitate d'éthyle - Huile de patchouli - Huile de graines de persil - omega-pentadécalactone - 2,3-pentanedione - Pentanol - 2-pentanone - 2-pentylpyridine - Essence absolue de petit grain bigarade - alpha-phellandrène - 2-phénenthyl acétate 2-phénéthyl acétate ? - 1-phényl-1-propanol - 3-phényl-1-propanol - 2-phényl-2-butenal - 4-phényl-3-butène-2-ol - 4-phényl-3-butène-2-one - Phénylacétaldéhyde | - Phénylacétate d'anisyle - Phénylacétate de butyle - Phénylacétate d'éthyle - Phénylacétate de géranyle - Phénylacétate d'hexyle - Phénylacétate d'isoamyle - Phénylacétate d'isobutyle - Phénylacétate de méthyle - Phénylacétate de phénéthyle - Phénylacétate de para-tolyle - L-phénylalanine - 3-phénylpropionaldéhyde - 2-(3-phénylpropyl)tétrahydrofurane - Huile et extrait de piment de la Jamaïque - Huile de feuilles de Pimenta - Huile d'aiguille de pin, huile de pin - alpha-pinène, bêta-pinène | - D-pipéritone - Pipéronal - Extraits de feuilles de Pipsissewa - Extraits solides de racines de « pissenlits » - Huile de poivre blanc et noir - peau, extraits et concentré de pomme - L-proline - Propényl guaéthol - Propionate de benzyle - Propionate de cinnamyle - Propionate d'éthyle - Propylène glycol - 3-propylidènephtalide - Jus et jus concentré de prune - Pyridine - Pyrrole - Phosphate dibasique d'ammonium |

## R
- Jus concentré de raisin
- Extraits liquides et poudre de racine de réglisse
- Rhodinol
- Essence absolue et huile de rose
- Huile de romarin
- Rhum
- Éthers de rhum

## S
| - Salicylaldéhyde - Salicylate d'éthyle - Salicylate de benzyle - Salicylate d'isobutyle - Salicylate de méthyle - Salicylate de phénéthyle - Huile de bois de Santal jaune - Huile de sauge sclarée - Huile, oléorésine et extraits de sauge - Huile de citronnelle | - Sclaréolide - Extraits de seigle - Sirop d'érable et concentré - 3-méthylindole - Solanone - Sorbate de potassium - Extraits, gomme et huile de Styrax - Alcool de sucres - Sucres - Sulfure d'ammonium |

## T
| - Extraits de tabac - Huile de Tagetes - Essence absolue de feuille de thé - alpha-terpinéol - Terpinolène - 5,6,7,8-tétrahydroquinoxaline - 1,5,5,9-tétraméthyl-13-oxatricyclo(8.3.0.0(4,9))tridécane - 2,3,4,5-tétraméthyléthyl-cyclohexanone - 3,4,5,6-tétraméthyléthyl-cyclohexanone - 2,3,5,6-tétraméthylpyrazine - Thiamine hydrochloride | - Thiazole - L-thréonine - Huile de thym blanc et rouge - Thymol - Fleur de tilleul - Tocophérols (mélangés) - Tolualdéhydes - para-tolyl 3-méthylbutyrate - para-tolyl acétaldéhyde - trans-2-buténoate d'éthyle - Extrait de trèfle | - Triacétate de glycérine - 2-tridécanone - 2-tridécenal - Citrate de triéthyle - 3,5,5-triméthyl-1-hexanol - 4-(2,6,6-triméthylcyclohex-1-ényl)but-2-én-4-one - 2,6,6-triméthylcyclohex-2-ène-1,4-dione - 4-(2,6,6-triméthylcyclohexa-1,3-diényl)but-2-én-4-one - 2,2,6-triméthylcyclohexanone - 2,3,5-triméthylpyrazine - L-tyrosine |

## U
- delta-undercalactone (delta-undécalactone ?)
- gamma-undécalactone
- Undécanal
- 10-undécenoate d'éthyle
- 2-undécanone
- 0-undécenal
- Urée

## V
| - Valencène - Valéraldéhyde - Valérate d'éthyle - Extraits, huile et poudre de racine de valériane - gamma-valérolactone - Valine - Oléorésine et extrait de vanille - Vanilline | - Éthylvanilline - vératraldéhyde - Huile de Vétiver - Vin - Vinaigre - Essence absolue de feuilles de violette - Huile de Virginiana |

## X
- Gomme xanthane
- Xérès
- 3,4-xylénol